# Cross Country Route
De Cross Country Route is een belangrijke spoorlijn in het Verenigd Koninkrijk. Het is een langeafstandsspoorlijn in Engeland, die loopt van Bristol Temple Meads naar York via Birmingham New Street, Derby, Sheffield en Leeds of Doncaster. De 0-kilometer van de lijn bevindt zich in het station Derby. 
De intercitydiensten op de route zorgen voor enkele van de langste passagiersreizen in het Verenigd Koninkrijk, zoals Aberdeen naar Penzance, en worden geëxploiteerd door CrossCountry.
De Cross Country Route is geclassificeerd als een hogesnelheidslijn omdat de secties van Birmingham naar Wakefield Westgate en van Leeds naar York een snelheidslimiet hebben van 125 mph (201 km/h); het gedeelte van Birmingham naar Bristol is echter beperkt tot 100 mph (160 km/h) vanwege talrijke overwegen, met zelfs kruisingen met halve slagboom, en het gedeelte van Wakefield naar Leeds heeft dezelfde limiet, hier vanwege een aantal bochten.
De intercitydiensten worden veelal met British Rail Class 220 en British Rail Class 221 dieselelektrische stellen verzorgd.
Het gebruik van de route voor vracht is sterk afgenomen vanwege het grootste deel van het vervoer dat overstapt op wegen en de aanleg van de snelwegen M5, M6 en M1.
De route maakt afgezien van zijn eigen deeltrajecten gebruik van delen van de South Wales Main Line, Midland Main Line, Swinton-Doncaster Line en de East Coast Main Line. Belangrijke steden die langs de route worden bediend, zijn onder meer: Bristol, Cheltenham, Birmingham, Tamworth, Derby, Sheffield, Leeds en York.
De lijn is niet volledig geëlektrificeerd, maar sommige secties zijn bovengronds geëlektrificeerd met 25 kV AC. De ontbrekende trajecten staan - ook als onderdeel van elektrificatie van andere hoofdlijnen - gepland voor toekomstige afwerking.